# إليزابيث بير (روائية)
إليزابيث بير (بالإنجليزية: Elizabeth Bear) (22 سبتمبر 1971، هارتفورد في الولايات المتحدة)؛ كاتِبة ومؤلِّفة وروائية أمريكية. درست في جامعة كونيتيكت.

## الجوائز
- جائزة هوغو لأفضل قصة قصيرة
- جائزة هوغو لأفضل أقصوصة طويلة

## روابط خارجية
- إليزابيث بير على موقع IMDb (الإنجليزية)
- إليزابيث بير على موقع ميوزك برينز (الإنجليزية)
- إليزابيث بير على موقع قاعدة بيانات الفيلم (الإنجليزية)